# Olympische Jugend-Sommerspiele 2014/Ringen
| Ringen bei den II. Olympischen Jugend-Sommerspielen | Ringen bei den II. Olympischen Jugend-Sommerspielen |
| Olympische Ringe · Ringen                           | Olympische Ringe · Ringen                           |
| Informationen                                       | Informationen                                       |
| --------------------------------------------------- | --------------------------------------------------- |
| Teilnehmer:                                         | 112 Athleten                                        |
| Datum:                                              | 25. August–27. August                               |
| Austragungsort:                                     | Longjiang Gymnasium                                 |
| Wettkampfort:                                       | Nanjing                                             |
| Entscheidungen:                                     | 14                                                  |
| ← Singapur 2010                                     | Buenos Aires 2018 →                                 |
| Olympische Ringe                                    | Ringen                                              |

| Olympische Jugend-Sommerspiele 2014 (Medaillenspiegel Ringen) | Olympische Jugend-Sommerspiele 2014 (Medaillenspiegel Ringen) | Olympische Jugend-Sommerspiele 2014 (Medaillenspiegel Ringen) | Olympische Jugend-Sommerspiele 2014 (Medaillenspiegel Ringen) | Olympische Jugend-Sommerspiele 2014 (Medaillenspiegel Ringen) | Olympische Jugend-Sommerspiele 2014 (Medaillenspiegel Ringen) |
| Platz                                                         | Mannschaft                                                    | Goldmedaillen                                                 | Silbermedaillen                                               | Bronzemedaillen                                               | Gesamt                                                        |
| ------------------------------------------------------------- | ------------------------------------------------------------- | ------------------------------------------------------------- | ------------------------------------------------------------- | ------------------------------------------------------------- | ------------------------------------------------------------- |
| 01                                                            | Russland                                                      | 4                                                             | —                                                             | —                                                             | 4                                                             |
| 02                                                            | Aserbaidschan                                                 | 3                                                             | 2                                                             | —                                                             | 5                                                             |
| 03                                                            | Japan                                                         | 2                                                             | —                                                             | —                                                             | 2                                                             |
| 0                                                             | Nordkorea                                                     | 2                                                             | —                                                             | —                                                             | 2                                                             |
| 05                                                            | Kasachstan                                                    | 1                                                             | —                                                             | 1                                                             | 2                                                             |
| 06                                                            | Norwegen                                                      | 1                                                             | —                                                             | —                                                             | 1                                                             |
| 0                                                             | Usbekistan                                                    | 1                                                             | —                                                             | —                                                             | 1                                                             |
| 08                                                            | Vereinigte Staaten                                            | —                                                             | 3                                                             | —                                                             | 3                                                             |
| 09                                                            | Türkei                                                        | —                                                             | 2                                                             | 1                                                             | 3                                                             |
| 10                                                            | Armenien                                                      | —                                                             | 1                                                             | 2                                                             | 3                                                             |
| 11                                                            | Georgien                                                      | —                                                             | 1                                                             | 1                                                             | 2                                                             |
| 0                                                             | Moldau                                                        | —                                                             | 1                                                             | 1                                                             | 2                                                             |
| 13                                                            | Bulgarien                                                     | —                                                             | 1                                                             | —                                                             | 1                                                             |
| 0                                                             | Volksrepublik China                                           | —                                                             | 1                                                             | —                                                             | 1                                                             |
| 0                                                             | Mongolei                                                      | —                                                             | 1                                                             | —                                                             | 1                                                             |
| 0                                                             | Venezuela                                                     | —                                                             | 1                                                             | —                                                             | 1                                                             |
| 17                                                            | Ägypten                                                       | —                                                             | —                                                             | 2                                                             | 2                                                             |
| 0                                                             | Iran                                                          | —                                                             | —                                                             | 2                                                             | 2                                                             |
| 0                                                             | Ukraine                                                       | —                                                             | —                                                             | 2                                                             | 2                                                             |
| 20                                                            | Frankreich                                                    | —                                                             | —                                                             | 1                                                             | 1                                                             |
| 0                                                             | Polen                                                         | —                                                             | —                                                             | 1                                                             | 1                                                             |

Bei den Olympischen Jugend-Sommerspielen 2014 in der chinesischen Metropole Nanjing wurden vom 25. bis zum 27. August vierzehn Wettbewerbe im Ringen ausgetragen.

## Jungen

### Griechisch-Römisch

#### Bis 42kg
| Platz | Land | Athlet        |
| ----- | ---- | ------------- |
| 1     | PRK  | Ri Seung      |
| 2     | TUR  | Fatih Aslan   |
| 3     | UKR  | Oleksii Masyk |

Die Wettkämpfe wurden am 25. August ausgetragen.

#### Bis 50kg
| Platz | Land | Athlet                    |
| ----- | ---- | ------------------------- |
| 1     | UZB  | Ilkhom Bakhromov          |
| 2     | AZE  | Jabbar Najafov            |
| 3     | IRI  | Mohammadreza Aghaniachari |

Die Wettkämpfe wurden am 25. August ausgetragen.

#### Bis 58kg
| Platz | Land | Athlet           |
| ----- | ---- | ---------------- |
| 1     | RUS  | Arslan Subairow  |
| 2     | ARM  | Sawen Mikaeljan  |
| 3     | IRI  | Keramat Abdevali |

Die Wettkämpfe wurden am 25. August ausgetragen.

#### Bis 69kg
| Platz | Land | Athlet             |
| ----- | ---- | ------------------ |
| 1     | AZE  | Islambek Dadov     |
| 2     | USA  | Mason Manville     |
| 3     | KAZ  | Yevgeniy Polivadov |

Die Wettkämpfe wurden am 25. August ausgetragen.
 Karan Mosebach verlor den Kampf um Platz drei und belegte somit den 4. Platz.

#### Bis 85kg
| Platz | Land | Athlet        |
| ----- | ---- | ------------- |
| 1     | RUS  | Mark Bemaljan |
| 2     | BUL  | Kiril Milow   |
| 3     | EGY  | Ahmed Ahmed   |

Die Wettkämpfe wurden am 25. August ausgetragen.

### Freistil

#### Bis 46kg
| Platz | Land | Athlet            |
| ----- | ---- | ----------------- |
| 1     | RUS  | Ismail Gadschijew |
| 2     | USA  | Cade Olivas       |
| 3     | TUR  | Cabbar Duyum      |

Die Wettkämpfe wurden am 27. August ausgetragen.

#### Bis 54kg
| Platz | Land | Athlet             |
| ----- | ---- | ------------------ |
| 1     | KAZ  | Mukhambet Kuatbek  |
| 2     | USA  | Daton Fix          |
| 3     | ARM  | Waghinak Mateosjan |

Die Wettkämpfe wurden am 27. August ausgetragen.

#### Bis 63kg
| Platz | Land | Athlet            |
| ----- | ---- | ----------------- |
| 1     | AZE  | Teymur Məmmədov   |
| 2     | VEN  | Anthony Montero   |
| 3     | GEO  | Iveriko Julakidze |

Die Wettkämpfe wurden am 27. August ausgetragen.

#### Bis 76kg
| Platz | Land | Athlet           |
| ----- | ---- | ---------------- |
| 1     | JPN  | Yajuro Yamasaki  |
| 2     | GEO  | Meki Simonia     |
| 3     | ARM  | Sargis Howsepjan |

Die Wettkämpfe wurden am 27. August ausgetragen.

#### Bis 100kg
| Platz | Land | Athlet            |
| ----- | ---- | ----------------- |
| 1     | AZE  | Igbal Hajizada    |
| 2     | MDA  | Dmitri Ceacusta   |
| 3     | EGY  | Abdalla Elgizawee |

Die Wettkämpfe wurden am 27. August ausgetragen.

## Mädchen

### Freistil

#### Bis 46kg
| Platz | Land | Athlet               |
| ----- | ---- | -------------------- |
| 1     | PRK  | Kim Sonhyang         |
| 2     | MGL  | Bolormaagiin Dölgöön |
| 3     | MDA  | Tatiana Doncila      |

Die Wettkämpfe wurden am 26. August ausgetragen.

#### Bis 52kg
| Platz | Land | Athlet          |
| ----- | ---- | --------------- |
| 1     | JPN  | Mayu Mukaida    |
| 2     | AZE  | Leyla Gurbanova |
| 3     | UKR  | Olena Kremzer   |

Die Wettkämpfe wurden am 26. August ausgetragen.

#### Bis 60kg
| Platz | Land | Athlet             |
| ----- | ---- | ------------------ |
| 1     | NOR  | Grace Jacob Bullen |
| 2     | CHN  | Pei Xingru         |
| 3     | FRA  | Koumba Larroque    |

Die Wettkämpfe wurden am 26. August ausgetragen.

#### Bis 70kg
| Platz | Land | Athlet                 |
| ----- | ---- | ---------------------- |
| 1     | RUS  | Darja Schisterowa      |
| 2     | TUR  | Tugba Kilic            |
| 3     | POL  | Natalia Iwona Strzalka |

Die Wettkämpfe wurden am 26. August ausgetragen.